# Hampträsket
Hampträsket är en sjö i Värmdö kommun i Uppland och ingår i Norrström-Tyresåns kustområde. Sjön är 4,7 meter djup, har en yta på 0,0555 kvadratkilometer och är belägen 22,1 meter över havet.

## Delavrinningsområde
Hampträsket ingår i det delavrinningsområde (657848-165939) som SMHI kallar för Rinner till Breviken. Medelhöjden är 18 meter över havet och ytan är 22,88 kvadratkilometer. Det finns inga avrinningsområden uppströms utan avrinningsområdet är högsta punkten. Avrinningsområdets utflöde mynnar i havet, utan att ha någon enskild mynningsplats.